# 交子

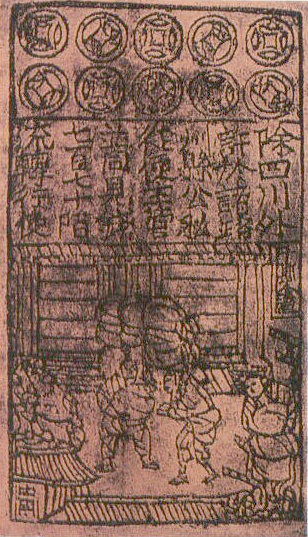
交子

交子，是中國北宋時四川省流通的紙幣，是世界上最早“正式”發行的鈔票。宋真宗時（997～1022年）始於民間出現，最初由商人發行，後改由官府印發相當於法定貨幣，以鐵錢為本位，交易和納稅行用均不受限制。在宋仁宗初行時交子開始存在貶值壓力，徽宗崇寧至大觀（1102～1110年）年間，由於戰爭頻繁，而出現明顯通貨膨脹等危機，同時也使社會喪失對貨幣的信心，造成交子通貨職能隨即消失。宋廷於崇寧三年（1104年）詔令第四十一至四十三界交子不再收兌，流通遂停止，大觀元年（1107年）易交子名為錢引。

## 釋義及分類
交子是古代四川省的俚語，其中「交」是「雙面印刷」的意思，詞語的意思解釋為雙面印刷的票券或憑證。
交子又有“官交子”和“私交子”之分，私交子是民間流行的票據，官交子是朝廷成立交子務後的官方紙幣。

## 形制及使用方式
交子通常會印製屋、木、人、物等圖案，用統一的紙張，金額則是填寫的，隨時可以兌換，但收手續費。時除成都外，各地均有交子分舖。不過後因有交子戶詐偽，導致擠提，最終交子的印刷權改由官辦。除法律規定的本位制度外，交子的主要回贖方法為兌界，以二年為一界，及三年兌收前界。

## 產生背景
宋太祖後開寶三年（965年），下令回收四川的黃金、白銀和銅錢，運往中央，鑄造鐵錢代用，在雅州設置錢監鑄行鐵錢，並禁止帶銅錢入四川。於是鐵錢成為四川的主要貨幣。但因為鐵比銅廉價，鐵錢價值較低，重量更高，鐵錢1000文重約25斤，商人經常要用馬車載運鐵錢——笨重的金屬製貨幣無論攜帶與流通上，均不太方便發達商業的實際需要，而商品貿易活動日益繁榮，市場對錢幣的需求量驟增。太平興國四年（979年），宋廷解除銅錢入川之禁，但禁鐵錢出川。此後由於納稅徵收銅錢，導致鐵錢充斥市場，鐵錢既笨重難攜以致遠，又因私鑄多而流通受阻，因而引發了交子的產生。

## 歷程
交子最初產生於四川當地民間的自由發行，在其使用獲得市場認可後，發展成由富商聯合發行（約1008年–1016年）。四川成都大商家在各地聯合設立交子鋪戶，只要存款人預先存銀子到鋪戶、交付手續費，便可在指定商家消費。交子面額由一貫到十貫不等，發放時臨時填寫，“书填贯文，不限多少，收入人户见钱，便给交子”。起初限四川，之後普及。民眾往往將鐵錢寄存在「交子鋪」中，換取票據交子，並在日常生活中用作交易。
鋪戶又改印固定幾種面值，有五貫、十貫兩種，如此類似今天的紙幣。不久又改為一貫和五百文。交子紙張用成都本地水紋紙印製，正反面都印有圖案。用紅黑兩色，加上鋪戶押字，各自以秘密记号和圖樣來達到防伪的功效。
益州知州張詠对交子铺户进行整顿，指定专由以王昌懿为首的十六家富商聯保特許经营，發行原有定額，每兩年整為一界，到期造新換舊，嚴禁民間私造。舊版交子兌換期限為一年，即發行滿三年後自動作廢，損失自行負責。交子上除防偽圖案，還加蓋「益州交子務」「益州觀察使」等官印。北宋朝廷每年準備三十六萬貫鐵錢作為儲備金。
交子鋪將寄存的財物投資於邸店業務，由於過度投資，使交子難於兌換，多次發生擠兌的騷亂，“以至聚众争闹，官为差官拦约，每一贯，多只得七八百”，“富者资稍衰不能偿所负、争讼数起”。甚至天禧四年（1020年）益州知州寇瑊一度下令取缔交子，并将交子铺封闭。

### 作為官府貨幣
當時宋朝因與西夏和辽交戰，軍費增加，天圣元年（1023年）下令交子鋪停止發行交子，已發行的交子全部回收，改由朝廷設益州交子務，由國家壟斷發行交子，即「官交子」，官交子規定均比照私交子，同樣以紅、青、黑三色銅版套印，亦有密碼花押，並加蓋本州州印。交子遂取代鐵錢，成為四川的主要貨幣。
天圣元年（1023年）宋仁宗趙禎登基，刘娥临朝称制，转运使薛田建議朝廷设置益州“交子务”，自二年二月发行“官交子”。熙宁初年，偽造交子等同於偽造官方文書。熙宁二年（1069年）闰十一月，诏置交子务于潞州。熙宁五年，戴蒙建议将每界交子行用期延长到兩屆（四年），發行額等於增長一倍，此後交子开始贬值。陝西等地也曾一度使用交子。南宋初年，淮南路發行過兩淮交子，简称“淮交”。 
北宋政府規定「官交子」兌換儲備金有鐵錢三十六萬貫，以避免私交子使用時期，因交子户挪用准备金，导致纸币无法兑现。官交子的发行有一定的上限，第一界官交子发行总额为一百二十五万六千三百四十贯。官交子有一定的使用期限，交界的時間至今仍有爭議，一般以為早期为二周年一界，從第一界至第二十四界均守此制。自第二十五界起改交子兩界並用，發行量實際上增加一倍，也就是四年二界的說法，也有三年一界之說。交子面額單位起初是1-10貫，為了方便流通，滲入民間，後來將面額單位調整為1貫和500文。

### 濫發貶值至更名
宋哲宗時，無限制地增印，交子貶值更厲害。宋哲宗绍圣元年（1094年），每界交子发行量增至1406340贯，由於新舊两界並行，实际上相当于每界发行2812680贯。元符元年（1098年），“增四十八万道”，每界发行量增至1886340贯。
宋徽宗大觀元年夏（1107年）改交子為钱引，大量發行，四月甲子（1107年5月2日）旧交子皆毋得兑。除四川、福建、浙江、湖广等地仍多沿用“交子”外，其它诸路均改用“钱引”。
宋理宗时，交子与钱引发行满九十九界，又改发三料川引。
宝祐四年（1256年），改钱引为四川会子，此後未再更改。

### 引用
1. ↑  Ebrey, Walthall, Palais, (2006). East Asia: A Cultural, Social, and Political History. Boston: Houghton Mifflin Company. pg.156; Bowman, John S. (2000). Columbia Chronologies of Asian History and Culture. New York: Columbia University Press. pg.105; Gernet, Jacques (1962). Daily Life in China on the Eve of the Mongol Invasion, 1250-1276. Stanford: Stanford University Press. ISBN 0-8047-0720-0. pg.60.
2. ↑  彭信威《中国货币史》[M]，群联出版社，1954年
3. ↑  漆侠《宋代经济史（下）》[M].上海人民出版社，1988年
4. 1 2 3  管汉晖,钱盛. 宋代纸币的运行机制:本位、回赎、战争与通胀[J]. 经济科学,2016(4):114-128.
5. 1 2 3  中國的貨幣、錢莊與銀行 香港城市大學，2011 的存檔，存档日期2023-10-09.
6. 1 2 3  国晶. .
7. ↑  《诚斋集》卷129《陈择之墓志铭》：“初，蜀之民私以楮券为货，谓之交子。至天圣中，官始权之，再岁一易，谓之交界。”杨冠卿《客亭类稿》卷9《重楮币说》：“西州之楮币，其便用亦东州之楮币也；东州之铜钱，其流通亦西州之铁钱也。何西州用之百年而无弊，贸百金之货，走千里之途，卷而怀之，皆曰铁不如楮便也。……铜者人之所贵，铁者人之所贱，故蜀之铁与楮并行而无弊。……夫蜀之立法，则曰：租税之输，茶、盐、酒酤之输，关市泽梁之输，皆许折纳，以惟民之便。此一法也，又有一法焉，贱则官出金以收之，而不使常贱，贵则官散之，以示其称提。使之势常平，而无此重彼轻之弊。夫如是则楮与铁常相权，而公与私常相济，何弊之有哉！”
8. ↑  《楮币谱》载，私交子“表里印记，隐秘题号，朱墨间错，私自参验书缗钱之数”。
9. ↑  李心传《建炎以来朝野杂记》甲集卷16《四川钱引》说：“四川钱引，旧成（都）豪民十六户主之。”
10. ↑  《湘山野录》卷上说：“公(张泳)以剑外铁缗锱重，设质剂之法，一交一缗，以三年一界换之。始祥符辛亥（四年），今熙宁丙辰（九年），六十六年，计已二十二界矣。”《山堂群书考索》后集卷62《财用门·楮币类》引《神宗宝训》之说却有不同：“设质剂之法，一交一缗，以三年为一界而换之。始祥符之辛亥，至熙宁之丙辰，六十五年，三十二界。”
11. ↑  南宋袁甫《蒙齋集》卷七《論會子札子》：「當換界之時，差內外兩場官吏辨驗真偽，互相考核，方與交收。……民間知將來換會之時，偽會必不逃兩場辨驗，自然偽會不至通行。」
12. ↑  《宋朝事实》
13. ↑  《全蜀艺文志》
14. ↑  《宋朝事实》记载：“知府事谏议大夫寇瑊奏：臣到任，诱劝交子户王昌懿等，令收闭交子铺，封印卓，更不书放。直至今年春，方始支还人上钱了当。其余外县有交子户，并皆诉纳，将印卓毁弃讫。乞下益州，今后民间更不得似日前置交子铺。”
15. ↑  《蜀箋譜》：“大观元年五月，改交子务为钱引务，版铸印凡六：曰敕字、曰大料例、曰年限、曰背印，皆以墨；曰青面，以蓝；曰红团，以朱。”
16. ↑  李心传《建炎以来朝野杂记》甲集卷16《四川钱引》说：“四川钱引，旧成（都）豪民十六户主之。天圣元年冬，始置官交子务(十一月戊午)，每四年两界，印给一百二十五万缗。”
17. ↑  《楮币谱》说：“始置益州交子务，时天圣元年十一月也。自二年二月为始，至三年二月终，凡为交子一百二十五万六千三百四十贯，其后每界视此数为准。交子旧以二月二十日起界，清献公（赵扦）为记时，已迁至七月也。熙宁五年，续添造一界，其数如前，作两界行使，从监官戴蒙之请也。”
18. ↑  吕陶说熙宁十年（1077年），彭州一带“在州现今实直，第二十七界交子卖九百六十”，“第二十六界交子卖九百四十”（《净德集》卷1《奏为官场买茶亏损园户致有词诉喧闹事状》）。苏辙在宋哲宗初说，交子“近岁止卖九百以上”（《栾城集》卷36《论蜀茶五害状》）
19. ↑  《宋史·食货志》记载：“大凡旧岁造一界，备本钱三十六万缗，新旧相因。”
20. ↑  《蜀中广记》引《楮币谱》记载：“（第一界交子）自（天圣二年）二月为始，至三年二月终，凡为交子一百二十五万六千三百四十贯，其后每界视此数为准。”
21. ↑  《诚斋集》卷一二九《陈择之墓志铭》云：“至天圣中，官始权之，再岁一易，谓之交界。”
22. ↑  李心传《建炎以来朝野杂记》记载：“自天圣立川交子法，每再岁一易”，但李心传在《建炎以来系年要录》又说：“天圣间，立川交子法，三岁一易。”；北宋僧人文莹著《湘山野录》還有“六十五年二十二界”的說法，另《群书考索》引《宝训》的记载称“六十五年三十二界”，但這些講法卻很難推論出官交子實始於天圣元年（1023年）。
23. ↑  《蜀中广记》卷67引《楮币谱》
24. ↑  《蜀中广记》卷67引《楮币谱》
25. ↑  《宋史》卷181《食货志》载：“大观元年，诏改四川交子务为钱引务。……以四十三界引准书放数，仍用旧印行之，使人不疑扰。”《建炎以来朝野杂记》甲集卷16《四川钱引》载：“大观元年夏，改交子为钱引（四月甲子），旧交子皆毋得兑。”
26. ↑  s:續資治通鑑長編拾補/卷二十七 《續宋編年資治通鑒》云：四川改行錢引法。案：《續通鑒編年》云此條在三月，而《編年備要》載四月改行錢引法。
27. ↑  . ctext.org.   [2022-01-30]. （原始内容存档于2022-01-30） （英语）. 四川錢舊成都豪民十六戸主之天聖元年冬始置官交子務十一月戊子每四年兩界印給一百二十五萬總崇觀間夾兩用兵興増至二千四百三十萬緡崇寧元年増二百萬二年又増一千一百四十三萬四年又増五百七十萬大觀元年又増五百五十四萬由是引法大壊每兊界以四引而易其一蔡京患之大觀元年夏改交子為錢引四月甲子舊交子皆毋得兊三年秋詔復以天聖年額為凖
28. ↑  张端义《贵耳集》卷下说：“乖崖张公（詠）帅蜀时，请于朝，创用楮币，约以百界。……七、八年前，已及九十九界。”

### 書目
- 加藤繁著，吳杰譯：《中國經濟史考証》（台北，華世出版社，1976），〈交子的起源〉，頁467-478。
- 高橋弘臣著，林松濤譯：《宋金元貨幣史研究——元朝貨幣政策之形成過程》（上海：上海古籍出版社，2010）。
- 彭信威：《中國貨幣史》（上海：上海人民出版社，1958）。